# (43669) Winterthour
(43669) Winterthour, internationalement (43669) Winterthur, est un astéroïde de la ceinture principale.

## Description
(43669) Winterthour est un astéroïde de la ceinture principale. Il fut découvert le 15 avril 2002 à Winterthour par Markus Griesser. Il présente une orbite caractérisée par un demi-grand axe de 2,62 UA, une excentricité de 0,14 et une inclinaison de 13,0° par rapport à l'écliptique.

## Compléments